# براندان كينغ
براندان كينغ (بالإنجليزية: Brendan King)‏ (25 فبراير 1990 بنابرفيل في الولايات المتحدة - ) هو لاعب كرة قدم أمريكي في مركز الوسط. شارك مع منتخب الولايات المتحدة تحت 17 سنة لكرة القدم. أما مع النوادي، فقد لعب مع شيكاغو فاير وAlta IF ‏ وAustin Aztex ‏ وChicago Fire U-23 ‏ وBray Wanderers F.C. ‏.

## وصلات خارجية
- براندان كينغ على موقع قاعدة بيانات كرة القدم.إي يو (الإنجليزية)